# تاپلی سیتون
تاپلی سیتون (انگلیسی: Tapley Seaton؛ زادهٔ ۲۸ ژوئیهٔ ۱۹۵۰  – درگذشتهٔ ۲۹ ژوئن ۲۰۲۳) سیاست‌مدار اهل سنت کیتس و نویس بود. وی از ۱۹ مه ۲۰۱۵ تا ۳۱ ژانویه ۲۰۲۳ فرماندار کل سنت کیتس و نویس بود.
تاپلی سیتون در ۲۹ ژوئن ۲۰۲۳، در سن ۷۲ سالگی درگذشت.